# Babbitt (romanzo)
Babbitt è un romanzo di Sinclair Lewis del 1922. 

## Trama
La narrazione delinea il ritratto dello statunitense di mezza età con le classiche caratteristiche da americano medio. Il personaggio, agente immobiliare, imbevuto di mediocrità borghese, un po' alla volta inizia a uscire dalla monotona vita che conduce, fatta di umori mutevoli, di conformismo e di noia, di inutili tentativi di evasione, una vita tutta al servizio degli affari e dell'efficienza, tutta chiesa presbiteriana e famiglia, per avere strane avventure.

## Edizioni italiane
- Sinclair Lewis, Babbit, traduzione di Alessandra Scalero, Milano, Modernissima, 1930.
- Sinclair Lewis, Babbit, a cura di Salvatore Rosati, collana Le opere, traduzione di Alessandra Scalero, Torino, UTET, 1971.
- Sinclair Lewis, Babbitt, traduzione di Barbara Buoniventi, Corbaccio, 1993, ISBN 8879720333.
- Sinclair Lewis, Babbitt, traduzione di Barbara Buoniventi, Milano, TEA, 1997, ISBN 887818005X.
- Sinclair Lewis, Babbitt, traduzione di Livio Crescenzi, Fidenza, Mattioli 1885, 2018, ISBN 9788862616591.